# Kyrtolitha avulsa
Kyrtolitha avulsa är en fjärilsart som beskrevs av Louis Beethoven Prout 1937. Kyrtolitha avulsa ingår i släktet Kyrtolitha och familjen mätare. Inga underarter finns listade i Catalogue of Life.